# Janvier 1868

## Événements
- Cabinet libéral Karl Auersperg en Autriche. Les libéraux autrichiens abolissent les dispositions du concordat de 1855. Le contrôle de l’état civil passe entre les mains de l’État. L’enseignement primaire devient obligatoire et laïc. Le parlement hongrois vote des lois similaires. Le pape Pie IX condamne ces « lois abominables ».

- 2 janvier (Éthiopie) : l’expédition de Sir Robert Napier marche vers l’Amhara.

- 3 janvier, Japon : les troupes des daimyôs de Choshu et de Satsuma s’installent autoritairement dans le palais impérial de Kyôto. L’autorité impériale est restaurée avec l’empereur Meiji (Mutsuhito). Restauration de Meiji, naissance de l'empire du Japon.

- 10 janvier : arrivée des derniers forçats en Australie.

- 14 janvier, France : le maréchal Niel présente son projet de loi de réorganisation de l'armée et de son recrutement. Loi votée le 1er février.

- 27 janvier, Japon : début de la guerre de Boshin.

- 31 janvier, Japon : l’ex-shogun Tokugawa Yoshinobu est renversé après sa défaite à la bataille de Toba-Fushimi. Il perd ses terres et est rétrogradé au rang de simple daimyô.

## Naissances
- 16 janvier : Octavia Ritchie.
- 24 janvier : Harald Sohlman, éditeur suédois  († 1er mai 1927).
- 28 janvier : Mary Elizabeth Cunningham, philanthrope irlandaise.

## Décès
- 27 janvier : Walerian Łukasiński, officier et militant indépendantiste polonais (° 15 avril 1786).
- 28 janvier : Edmund Walker Head, gouverneur général de la Province du Canada et lieutenant-gouverneur de l'Ontario et du Nouveau-Brunswick.